# Фаустино Асприља
Фаустино Ернан Асприља Хинестроза (шп. Faustino Hernán Asprilla Hinestroza; 10. новембар 1969) бивши је колумбијски фудбалер.

## Каријера

### Клуб
Дебитовао је 1988. године за екипу Кукута Депортиво, где је провео једну сезону, наступивши на 36 првенствених мечева.
Од 1989. до 1992. бранио је боје колумбијске екипе Атлетико Насионал.
Добрим играма привукао је пажњу представника италијанског клуба Парма, којем се придружио 1992. године. Следеће четири сезоне у каријери играо је успешно за тим Парме. За то време освојио је титулу у Купу победника купова, затим Куп УЕФА, као и трофеј Суперкупа Европе.
Касније је у периоду од 1996. до 2004. године играо за Њукасл јунајтед, поново за Парму, Палмеирас, Флуминенсе, Атланту, Атлетико Насионал и Универсидад де Чиле. Током ових година, додао је још једну титулу Купа УЕФА на своју листу трофеја.
Завршио је професионалну играчку каријеру у клубу Естудијантес, за који је играо током сезоне 2004/05.

### Репрезентација
Дебитовао је 1993. године на званичним утакмицама за репрезентацију Колумбије. Током играња у репрезентацији, девет година, одиграо је 57 утакмица и постигао 20 голова.
Као члан националног тима учествовао је на Светском првенству 1994. године у САД и на Светском првенству 1998. године у Француској. Играо је на Копа Америка 1993. године у Еквадору, где је тим освојио бронзану медаљу, потом на истом такмичењу 1995. године у Уругвају, где је тим такође освојио бронзану медаљу. Био је учесник Копа Америке 1997. у Боливији и Златног купа КОНКАКАФ−а 2000. године у Сједињеним Државама.

## Успеси
Атлетико Насионал
- Прва лига Колумбије: 1991.
- Интерамерички куп: 1990.

Парма
- Куп победника купова у фудбалу (1):  1992/93.
- Куп УЕФА (2):  1994/95, 1998/99.
- УЕФА суперкуп (1):  1993.

Палмеирас
- Турнир Сао Паола: 2000.
- Куп шампиона Бразила: 2000.